# 費努吉勒
27°37′38″N 0°18′20″W / 27.62722°N 0.30556°W

費努吉勒（阿拉伯语：‎），是阿爾及利亞的城鎮，位於該國西南部阿德拉爾省，由費努吉勒區負責管轄，面積7,677平方公里，2008年人口11,793，人口密度每平方公里1.5人。